# Telchinia ventura
Telchinia ventura is een vlinder uit de familie van de Nymphalidae. De wetenschappelijke naam van de soort is voor het eerst gepubliceerd in 1887 door William Chapman Hewitson.

## Verspreiding
De soort komt voor in Congo-Kinshasa (Shaba), Ethiopië, Oeganda, Kenia, Rwanda, Burundi, West- en Zuid-Tanzania, Angola en Noord-Zambia.

## Habitat
Het habitat bestaat uit moerassen in open landschappen en rivieroevers.

## Waardplanten
De rups leeft op soorten van de vlinderbloemenfamilie (Fabaceae) t.w. Aeschynomene abyssinica en Chamaecrista zambesica.